# Jeong Suk-young
Jeong Suk-young (* 12. April 1993 in Busan) ist ein ehemaliger südkoreanischer Tennisspieler.

## Karriere
Jeong Suk-Young spielt hauptsächlich auf der ATP Challenger Tour und der ITF Future Tour. Er feierte bislang einen Einzelsieg auf der Future Tour.
Sein Debüt im Einzel auf der ATP World Tour gab er im September 2013 bei den Thailand Open in Bangkok, wo er eine Wildcard für das Hauptfeld erhielt, dort jedoch in der ersten Hauptrunde an Denis Istomin klar in zwei Sätzen scheiterte.
Jeong Suk-Young spielt seit 2010 für die südkoreanische Davis-Cup-Mannschaft. Für diese trat er in sechs Begegnungen an, wobei er im Einzel eine Bilanz von 4:4 und im Doppel eine von 0:1 aufzuweisen hat.
Sein letztes Turnier bestritt er im Oktober 2016 auf der ITF Future Tour.